# Agaristodes
Agaristodes é um gênero de traça pertencente à família Arctiidae.

## Espécies
- Agaristodes feisthamelii Herrich-Schäffer, [1853]